# Operation Gothic Serpent
L'operazione Gothic Serpent fu un piano militare studiato e condotto dai corpi speciali degli Stati Uniti d'America in Somalia il cui scopo primario era la cattura del signore della guerra somalo Mohamed Farrah Aidid, accusato di minacciare e attaccare le spedizioni umanitarie dell'ONU. L'operazione ebbe luogo dal 22 agosto al 13 ottobre 1993 ed era supervisionata dal Comando Congiunto delle Operazioni Speciali (Joint Special Operations Command - JSOC). Una parte dell'operazione prevedeva l'arresto di due luogotenenti di Aidid, e l'esito di quella missione divenne noto come "battaglia di Mogadiscio" o, per coloro che la combatterono, "battaglia del Mare Nero".

## Antefatti
Nel mese di dicembre del 1992, il presidente degli Stati Uniti d'America George H. W. Bush ordinò alle proprie forze armate di unirsi a quelle delle Nazioni Unite in un'operazione interforze nota col nome di operazione Restore Hope, il cui scopo era quello di riportare l'ordine in Somalia. Il paese era straziato dalla guerra civile tra vari signori della guerra e da una forte carestia. In effetti il conflitto tra le fazioni opposte aveva raggiunto un livello così totale da ridurre in miseria un numero impressionante di persone.
Nello stesso mese del 1992 gli Stati Uniti fecero approdare sulle coste di Mogadiscio circa 20 000 marine a bordo di veicoli anfibi AAV7, con il compito di proteggere le distribuzioni di alimenti alla popolazione somala. Tuttavia le spedizioni umanitarie vengono però intercettate da milizie armate al soldo di alcuni signori della guerra appartenenti alla tribù degli Habr Ghedir, capitanata da Mohammed Farrah Aidid. Nei mesi successivi i marine e gli inviati dell'ONU riuscirono a riprendere il controllo dei depositi e delle piste percorse dai convogli, riuscendo così a porre fine alla carestia in Somalia distribuendo il cibo. Dopodiché vennero fatti i primi sforzi per formare un governo di coalizione con i signori della guerra che si erano combattuti tra loro, in modo che quando i marine americani se ne fossero andati la situazione non si sarebbe sfociata in una nuova carestia. Tuttavia Aidid, ad eccezione  degli altri signori della guerra disposti a collaborare con gli americani, rifiutò ogni proposta e progettò di tenere in pugno il suo paese pur di far ritirare le forze americane sul suolo somalo.
Nel gennaio del 1993 si insediò alla Casa Bianca di Washington il successore di Bush, Bill Clinton, e nei mesi successivi, mentre i marine si erano ritirati, la situazione si deteriorò: a partire dalla primavera del 1993 le milizie di Aidid iniziarono a provocare seri attentati contro i marine e gli inviati dell'ONU utilizzando cecchini e piazzando mine terrestri, tant'è che Aidid, tra la primavera e l'estate del 1993, era stato dichiarato un fuorilegge.
Nei primi tentativi intrapresi per catturare Aidid l'ONU e i marine avevano così sferrato diverse operazioni militari a Mogadiscio, col solo risultato di aver ucciso per errore molti somali innocenti. Nel corso dell'estate, mentre l'ONU dava la caccia ad Aidid, la popolazione somala di Mogadiscio e di tutta la Somalia gradualmente iniziò a rivoltarsi contro l'intervento dell'ONU e a considerarlo come un'invasione.

## Intervento della Task Force Ranger e raid principali

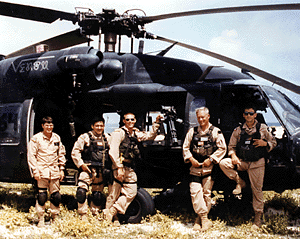
Gli elicotteristi del 160° SOAR in posa davanti al Black Hawk Super 6-4 nel settembre 1993, un mese prima della battaglia di Mogadiscio. Da sinistra a destra: Winn Mahuron, Thomas Field, William Cleveland, Raymond Frank e Michael Durant.

A causa di ciò, l'Esercito degli Stati Uniti decide così di creare un commando di forze speciali a Fort Bragg, nella Carolina del Nord, denominato Task Force Ranger: vari reparti speciali, tra cui il 75º Reggimento Rangers, la Delta Force e il 160° SOAR vengono addestrati con l'obiettivo di andare in Somalia e catturare Aidid per difendere le spedizioni umanitarie dell'ONU.
Durante l'addestramento intanto Aidid chiamava a raccolta la città di Mogadiscio per contrastare la missione di pace dell'ONU, utilizzando trasmissioni radiofoniche dove si affermava che l'ONU avesse l'intenzione di convertire la popolazione al cristianesimo. Il 5 giugno 1993 le forze dell'ONU effettuarono un'ispezione a sorpresa presso gli studi delle trasmissioni radiofoniche di Aidid, col solo risultato che 24 soldati dell'esercito pakistano vennero uccisi e i loro corpi mutilati.
Di conseguenza il Consiglio di sicurezza delle Nazioni Unite approvò una risoluzione per la cattura dei responsabili e l'ammiraglio Jonathan Howe (soprannominato "Animale" dai somali) mise sulla testa di Aidid una taglia di 25 000 dollari per la sua cattura; per tutta risposta i somali misero sulla testa di Howe una taglia di 250 000 dollari, e quest'ultimo chiese l'intervento della Task Force Ranger per la cattura di Aidid, richiesta inizialmente respinta dall'amministrazione Clinton.
L'8 agosto 1993 la milizia di Aidid fece esplodere un veicolo dell'esercito americano con una mina provocando la morte di 4 soldati; il presidente Clinton, in risposta a questi attacchi, decise quindi di inviare in Somalia la Task Force Ranger sotto il comando del maggior generale William F. Garrison, che a quell'epoca era il comandante del Joint Special Operations Command. Così il 22 agosto la Task Force Ranger, composta da 400 rangers e diversi operatori Delta, sbarcò in Somalia occupando l'aeroporto internazionale di Mogadiscio.
Nel mese di settembre i corpi speciali compirono sei raid nella capitale somala, incontrando inizialmente alcune difficoltà. Infatti, a causa delle difficoltà da parte delle spie di origine somala di localizzare Aidid, la Task Force Ranger aveva involontariamente catturato 9 operatori dell'ONU. Il 21 settembre, dopo molti passi falsi, l'operazione riuscì ad ottenere un primo successo quando un commando dei rangers riuscì ad arrestare il finanziere Osman Ali Atto intercettando un convoglio di automezzi che lo trasportava fuori dalla città.
Qualche mese prima che la Task Force Ranger arrivasse in Somalia era avvenuto un evento che aveva aiutato Aidid ad innalzare l'ostilità dei somali nei confronti delle forze statunitensi. All'ONU giunta voce che la milizia teneva abitualmente una riunione presso la proprietà di Abdi Queybdid, ministro degli affari interni e poi della difesa di Aidid, per discutere sulla situazione riguardante le forze americane e delle Nazioni Unite sul suolo somalo. Durante la riunione, una squadriglia di elicotteri Cobra della forza di pace dell'ONU aveva attaccato dall'alto l'edificio tramite missili TOW, uccidendo circa 50 o 70 persone. In seguito al bombardamento l'ONU condannò esplicitamente l'azione definendola "un omicidio a sangue freddo", tant'è che suscitò sentimenti di vendetta tra i diversi miliziani appartenenti alla cabila degli Habr Ghedir e così da quel momento in poi Aidid si sentiva in guerra contro l'ONU e l'America.
Con lo spionaggio incapace di localizzare Aidid, la Task Force Ranger iniziò perciò a localizzare i suoi più alti luogotenenti, definiti come "personalità di prim'ordine", come i fidati Omar Salad e Hassan Awale, con la speranza di ottenere informazioni per arrivare ad arrestare Aidid.

## Battaglia di Mogadiscio

### Localizzazione dei luogotenenti e piano di cattura
Alle ore 14:49 di domenica 3 ottobre 1993 lo spionaggio americano informò che i due luogotenenti di Aidid, Omar Salad e Hassan Awale, erano stati visti in un raduno a Mogadiscio ed erano stati seguiti dal luogo fino ad un palazzo situato tra il Mercato di Bakara e l'Hotel Olympic. Nel momento in cui lo spionaggio confermò la presenza dei luogotenenti nel palazzo, immediatamente il JSOC, con a capo il maggior generale Garrison, decise di organizzare un'operazione militare per catturare i due luogotenenti.
L'operazione prevedeva che 5 elicotteri Little Bird con a bordo alcuni operatori delta partissero dall'aeroporto internazionale di Mogadiscio e atterrassero davanti al palazzo obiettivo dell'operazione, con il compito di fare irruzione dal primo piano e arrestare i due bersagli.
Contemporaneamente una squadriglia di 4 MH-60 Black Hawk con a bordo diversi ranger e delta doveva far calare con delle corde le quattro squadre ai quattro lati del palazzo per formare un perimetro di sicurezza; i Black Hawk dovevano fungere inoltre da supporto aereo sopra l'obiettivo.
Successivamente un convoglio di 9 Humvee e 3 autocarri M939 Truck, comandati dal tenente colonnello Danny McKnight, si dovevano dirigere quindi verso il palazzo con il compito di evacuare i soldati e i prigionieri, per poi fare ritorno all'aeroporto.

### 3 ottobre 1993
Alle ore 15:00 la Task Force Ranger, dopo un raro giorno di riposo, viene chiamata per l'azione e alle 15:32 viene dato così inizio alla cosiddetta operazione "Irene".
Vennero dispiegati 160 soldati e 12 veicoli, mentre 19 elicotteri tra Black Hawk e Little Bird sorvolarono l'Oceano Indiano fino ad arrivare al palazzo obiettivo della missione. Alle 15:42 i delta, appena atterrati davanti al palazzo con i Little Bird, fecero irruzione dall'alto e riuscirono a catturare Salad e Awale, oltre ad altri 20 miliziani asserragliati all'interno dell'edificio. Mentre i delta eseguivano la cattura i miliziani cominciarono a giungere gli elicotteri, che nel frattempo avevano iniziato a calare diversi ranger con le corde ai quattro lati del palazzo. Durante le primissime fasi dell'operazione il soldato di prima classe Todd Blackburn (il quale era una dei più giovani Ranger) mancò la fune e cadde da uno degli elicotteri da un'altezza di circa 20 metri mentre si preparava a calarsi a nord del palazzo; mentre il ranger Anton Berendsen si occupava del morente Blackburn un altro dei ranger, Scott Galentine, venne ferito ad un pollice mentre era intento a sparare in direzione della strada.
Intanto alle 15:47 un imprecisato numero di civili e miliziani si diresse verso il teatro operativo, cominciando a sparare e a ferire seriamente diversi ranger appartenenti alla squadra comandata dal sergente Matthew Eversmann. Alcuni minuti dopo, alle 15:58, uno degli autocarri M939 Truck venne colpito da alcuni miliziani con un lanciarazzi RPG 7, provocando di conseguenza 27 feriti tra i soldati americani.
Successivamente, alle 16:02, il convoglio di 12 veicoli giunse sul posto e caricò a bordo, insieme ai 22 prigionieri, anche il soldato Blackburn con il compito di riportarlo sano e salvo all'aeroporto per urgenti cure mediche immediate; nel frattempo i soldati americani dovettero respingere attacchi da parte di diversi miliziani con l'ausilio di mitragliatrici calibro 12,7 mm. Nel momento di lasciare l'obiettivo, un convoglio di 4 Humvee guidato dal sergente Jeff Struecker imboccò la via principale e si ritrovò così sotto un incessante fuoco nemico; mentre il soldato Paulson cercava di contrastare il fuoco sparando in direzione del nemico con il calibro 12,7 mm, Struecker ordinò a Paulson e al sergente Dominick Pilla di mirare rispettivamente a sinistra e a destra, ma Pilla, intravedendo un miliziano, venne ucciso con un colpo di AK-47 alla testa dopo aver colpito a sua volta il miliziano. Contemporaneamente il sergente capo del plotone di Struecker effettuò una chiamata radio a Struecker, e tra i due si verificò questo scambio di parole:
Alle 16:15, nonostante il convoglio avesse comunicato di essere pronto a lasciare l'area in cui si era svolta l'operazione, tutti i veicoli erano ancora fermi a causa di diversi malintesi e problemi di comunicazione tra le diverse unità coinvolte nell'operazione. Solo dopo diversi minuti i membri della Delta Force riuscirono a caricare i prigionieri a bordo dei veicoli. Cinque minuti dopo, alle 16:20, il primo Black Hawk, con nome in codice Super 6-1 e pilotato dal chief warrant officer Cliff Wolcott, venne colpito da un razzo RPG e precipitò ad alcuni isolati da dove si trova il convoglio, perdendo il rotore di coda e colpendo la cima un edificio a sei isolati di distanza, finendo poi per schiantarsi al suolo.
Di conseguenza, per paura che i sopravvissuti dello schianto fossero catturati e massacrati crudelmente, venne organizzata un'operazione di soccorso per portare aiuto all'equipaggio del Super 6-1. Nel frattempo, mentre i ranger e i delta iniziavano a dirigersi verso il punto di impatto, un elicottero Little Bird, pilotato da Karl Maier e Keith Jones, tentò un coraggioso salvataggio: mentre Maier teneva in equilibrio l'elicottero e sparava con una pistola mitragliatrice MP5, Jones, sbarcato a terra, soccorse Daniel Busch e Jim Smith, due sergenti della Delta Force rimasti feriti, sebbene il primo morirà in seguito alle ferite riportate, essendo stato colpito quattro volte mentre difendeva il luogo dell'incidente.
Intanto, alle 16:26, il convoglio con i prigionieri si mise in moto per recarsi sul sito dove era precipitato Super 6-1; al Black Hawk Super 6-4 venne impartito l'ordine di prendere il posto di Super 6-1 e di scortare il convoglio. Due minuti dopo una squadra di recupero di 30 uomini si calò sul luogo dello schianto per recuperare il personale dell'elicottero abbattuto e trovò 3 superstiti, ma il pilota Wolcott e il copilota Donovan Briley erano ormai morti.
16:35 — Il convoglio perde l'orientamento nelle strette strade e vie di Mogadiscio. Nell'intento di raggiungere il sito dove si trova Super 6-1 subisce gravi perdite.
16:40 — Il Black Hawk Super 6-4, pilotato da Michael Durant, viene colpito da un razzo RPG e precipita. Il velivolo una volta schiantatosi viene in breve tempo preso di mira dai miliziani.
16:42 — Due tiratori scelti della Delta Force, il sergente di prima classe Randy Shughart e il sergente capo Gary Gordon, richiedono al comando il permesso di raggiungere il sito dove è precipitato Super 6-4 per fornire protezione all'equipaggio dell'elicottero.
16:54 — Il convoglio, dopo aver perso completamente l'orientamento nei vicoli della città, decide di interrompere l'operazione di soccorso verso Super 6-1 e di fare rientro alla base per riorganizzare le operazioni di salvataggio e scaricare morti e feriti.
17:03 — Una forza di reazione rapida viene inviata dal comando principale nell'intento di raggiungere Super 6-4 ma si imbatte immediatamente in un'ostinata resistenza da parte dei miliziani.
17:34 — Sia la forza di reazione rapida che il convoglio con i prigionieri fanno rientro alla base dopo aver subito gravi perdite. Una squadra di Ranger tenta comunque di raggiungere a piedi il sito dove è precipitato Super 6-4, ma subisce anch'essa delle perdite.
17:40 — Shughart e Gordon rimangono uccisi nel tentativo di proteggere il relitto di Super 6-4 dai miliziani, in enorme vantaggio numerico. Durant viene preso prigioniero.
17:45 — Entrambi i convogli fanno rientro alla base. Nel frattempo 99 soldati sono ancora intrappolati presso il sito dove è precipitato Super 6-1; tra questi si trova anche il caporale Smith, gravemente ferito. Una richiesta di evacuarlo con urgenza viene inoltrata al comando.
19:08 — Il Black Hawk Super 6-6 effettua un rifornimento d'emergenza sul sito dove si trovano i 99 soldati intrappolati nella città, rifornendoli d'acqua, munizioni e beni di prima necessità. A causa del fuoco nemico di cui è stato oggetto, Super 6-6 non riesce ad effettuare un atterraggio per evacuare il caporale Smith e deve quindi fare rientro alla base.
20:27 — Il caporale Jamie Smith muore.
21:00 — Su urgente richiesta del comando americano viene creata una Task Force per soccorrere i soldati intrappolati nella città. Il convoglio che dovrà soccorrere i soldati sarà composto dalla decima divisione da montagna, carri armati del contingente pachistano e veicoli corazzati della Malesia.
23:23 — Il convoglio si mette in movimento.

### 4 ottobre 1993
00:00 — I ranger sono ancora intrappolati all'interno della città senza nessun equipaggiamento notturno.
01:55 — La prima metà del convoglio raggiunge il sito dove è precipitato Super 6-1, mentre la seconda metà viene inviata sul sito dove è precipitato Super 6-4. Durant ed il suo equipaggio non vengono trovati.
03:00 — Nonostante i ripetuti tentativi, i ranger non sono ancora riusciti a rimuovere la salma di Cliff "Elvis" Wolcott, il pilota di Super 6-1.
05:30 — La colonna finalmente abbandona i siti dove sono precipitati gli elicotteri. Alcuni dei Ranger che non hanno trovato posto sui mezzi blindati devono percorrere il tragitto fino alla base del contingente pachistano a piedi. La strada che il convoglio percorre diviene in seguito noto come il miglio di Mogadiscio.
06:30 — Il convoglio fa rientro alla base del contingente americano. Viene confermata la morte di 13 militari statunitensi, 73 feriti e 6 dispersi. 5 dei 6 dispersi saranno dichiarati morti in seguito portando il numero dei caduti a 18.

## Prigionia di Michael Durant
- Somalo: "Come pensi stia procedendo questa operazione?"
- Michael Durant: "Sono un soldato, eseguo ciò che mi viene detto."
- Somalo: "Sai di aver ucciso degli innocenti?"
- Michael Durant: "Uccidere degli innocenti non è bello."

Il 4 ottobre, durante il primo giorno di prigionia, la televisione somala riuscì a filmare una dichiarazione di Durant, che nel video apparve con il viso deturpato (i miliziani, al momento della cattura, gli avevano rotto il naso, lo zigomo sinistro e l'orbita oculare sinistra), i capelli ritti, indossava una maglietta militare marrone ed era seduto davanti a una parete bianca con in grembo una coperta scura. Nell'interrogatorio i somali volevano che Durant affermasse che gli americani erano venuti in Somalia per dimostrare la loro potenza militare e che intanto stavano uccidendo persone innocenti. Tuttavia, il pilota, cercando di non tradire la propria causa, non credeva alle loro parole e rispondeva che egli era soltanto un soldato che eseguiva ciò che gli veniva ordinato e che uccidere degli innocenti non è motivo di divertimento.
Subito dopo l'intervista, venne caricato su di un pick-up per essere affidato alle cure di Abdullah "Firimbi" Hassan, dottore e ministro della propaganda di Aidid, allo scopo di proteggerlo e di nasconderlo dalla popolazione che voleva ucciderlo. Nel corso della prigionia, Durant consultò una Bibbia avuta dalla Croce Rossa per pregare e prendere appunti, instaurando nel frattempo un'amicizia con "Firimbi". Il 14 ottobre, dopo soli 11 giorni di prigionia e di negoziazioni, Durant venne infine rilasciato e in seguito trasportato in barella fino all'Aeroporto Aden Adde di Mogadiscio (allora quartier generale della Task Force Ranger), dove verrà fatto salire su un C-141 Starlifter con destinazione la Base aerea di Ramstein, in Germania, per ulteriori controlli medici e psicologici presso il Landstuhl Regional Medical Center. Dopodiché, il 15 ottobre, il pilota ritornò definitivamente in patria atterrando alla Base Andrews, nel Maryland, per poi rientrare alla sua base di Fort Campbell a bordo di un C-9A Nightingale la notte stessa.

## Eventi successivi
Dopo la battaglia di Mogadiscio, il presidente Clinton ordinò che truppe supplementari dovessero essere aggiunte per proteggere i soldati americani e gli aiuti in ritirata. Tutte le azioni militari cessarono a partire dal 6 ottobre, salvo nei casi di legittima difesa.
Clinton infine chiese un ritiro completo entro il 31 marzo 1994. Conforme a questa richiesta, la maggior parte delle truppe si ritirarono dalla Somalia il 25 marzo 1994 assieme alle altre truppe dell'ONU.
Nel 1994 i sergenti Randall Shughart e Gary Gordon furono i primi militari americani a essere decorati con la medaglia d'onore dopo la fine della guerra del Vietnam. Il 1º agosto 1996 Aidid fu ucciso a Mogadiscio; il generale Garrison, assuntosi ogni responsabilità della fallita operazione, si ritirò dal servizio attivo il giorno dopo la morte del signore della guerra.

## Americani caduti nella battaglia

### 75º Reggimento Ranger
- Sergente Casey Joyce (24 anni)
- Specialista James Cavaco (26 anni)
- Caporale Jamie Smith (21 anni)
- Sergente Dominick Pilla (21 anni)
- Soldato di prima classe Richard Kowalewski (20 anni)
- Sergente Lorenzo Ruiz (27 anni)

### Delta Force
- Sergente di prima classe Randall Shughart (35 anni)
- Sergente capo Gary Gordon (33 anni)
- Sergente scelto Daniel Busch (25 anni)
- Sergente di prima classe Earl Fillmore (28 anni)
- Sergente capo Tim “Griz” Martin (38 anni)
- Sergente di prima classe Matt Rierson (33 anni, ucciso il 6 ottobre in un attacco di mortaio nella zona militare americana di Mogadiscio, appena due giorni dopo la battaglia)

### 160º SOAR
- Chief Warrant Officer 3 Cliff Wolcott (36 anni)
- Chief Warrant Officer 3 Donovan Briley (33 anni)
- Sergente scelto William Cleveland (34 anni)
- Sergente scelto Thomas Field (25 anni)
- Chief Warrant Officer 4 Raymond Frank (45 anni)

### 10ª Divisione da Montagna
- Sergente Cornell Houston (31 anni)
- Soldato di prima classe James Martin (23 anni)

## Nei media
La storia dell'operazione Gothic Serpent è stata raccontata in prima persona da Mark Bowden nel suo saggio Falco nero, pubblicato nel 1999. Viene inoltre narrata dal film Black Hawk Down - Black Hawk abbattuto, diretto nel 2001 da Ridley Scott ed interpretato da Josh Hartnett nel ruolo del sergente Matthew Eversmann e Orlando Bloom nel ruolo del soldato di prima classe Todd Blackburn.